# Walter Deeters

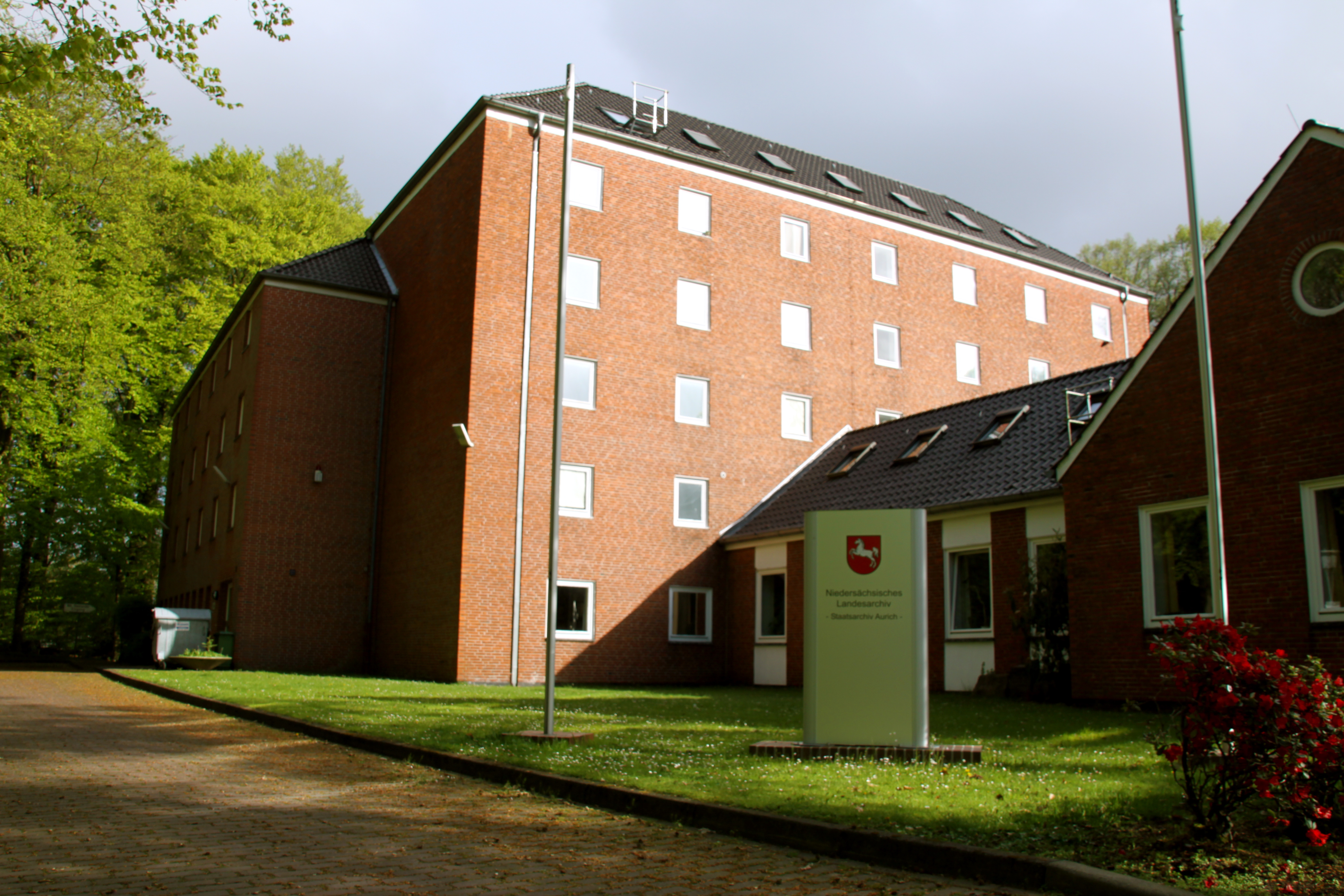
Staatsarchiv Aurich

Walter Deeters (* 24. Juni 1930 in Leipzig; † 14. Oktober 2004 in Aurich) war ein deutscher Historiker, Archivar und Leiter des ehemaligen Staatsarchivs Aurich (seit 2014: Niedersächsisches Landesarchiv (Standort Aurich)) in Ostfriesland. Er war Herausgeber, Autor und Co-Autor zahlreicher Aufsätze und Bücher über die Geschichte Ostfrieslands.

## Leben und Werk
Walter Deeters wurde 1930 in Leipzig geboren, wo sein Vater, der Sprachwissenschaftler Gerhard Deeters, an der dortigen Universität tätig war. Seine Mutter Edith, geb. Dörschel, war ebenfalls promoviert (Geografie) und Mitarbeiterin des Deutschen Rechtswörterbuches und des „Brockhaus“. Nachdem sein Vater 1935 einen Ruf an die Rheinische Friedrich-Wilhelms-Universität Bonn angenommen hatte, besuchte Walter Deeters ab 1940 das Beethoven-Gymnasium, an dem er 1950 das Abitur ablegte. Unmittelbar nach dem Abitur begann er ein Studium der klassischen Archäologie und Geschichte in Bonn, das er später an der Albert-Ludwigs-Universität Freiburg fortsetzte. Deeters wurde 1954, nach Bonn zurückgekehrt, bei Walther Holtzmann promoviert. Da Deeters den Entschluss gefasst hatte, nach dem Studium in den Staatsdienst zu gehen, er jedoch das fürs Staatsexamen notwendige dritte Fach nicht vorweisen konnte, studierte er im Anschluss noch Germanistik. 1957 legte er das Staatsexamen ab.
Nach seinen Examen trat Deeters in den niedersächsischen Archivdienst ein. Nach zweijähriger Referendarzeit war er ab 1959 am Hauptstaatsarchiv Hannover tätig und von 1964 bis 1965 am Staatsarchiv in Stade. Dort heiratete er auch seine Frau Ingrid. 1965 ging Deeters für drei Jahre nach Rom an das Deutsche Historische Institut und sichtete Bestände im Vatikanischen Archiv. Aus dieser Arbeit, die er später von Deutschland aus fortsetzte, entstand Band 6/1 des Repertorium Germanicum (mit Vorarbeiten von Joseph Friedrich Abert), das Deeters 1985 vorlegte. Nach drei Jahren in Rom kehrte Deeters nach Deutschland zurück und war zunächst am Staatsarchiv Wolfenbüttel tätig. Der dortige Direktor Joseph König, der zuvor in Ostfriesland gearbeitet hatte, förderte Deeters, der schließlich 1975 zum Leiter des damaligen Staatsarchivs Aurich (seit 2014: Niedersächsisches Landesarchiv (Standort Aurich)) berufen wurde. Diese Position behielt er bis zu seiner Pensionierung 1995 inne.
In Aurich machte sich Deeters verdient, indem er die völlig veralteten und nicht nach modernen Gesichtspunkten archivierten Bestände neu ordnete. Unter Deeters' Leitung erschienen siebzehn Findbücher, darunter sechs aus seiner eigenen Feder. Unter diesen befanden sich auch die drei umfangreichsten Findbücher über die hannoversche Landdrostei Aurich. Auch noch nach seiner Pensionierung blieb Deeters auf diesem Gebiet aktiv und legte 1999 eine weitere Beständeübersicht vor.
Neben seiner Tätigkeit als Archivar veröffentlichte Deeters auch auf dem Gebiet der Geschichte Ostfrieslands. Der Leiter des Staatsarchivs Aurich ist traditionell der Herausgeber des Emder Jahrbuchs für historische Landeskunde Ostfrieslands, des einzigen wissenschaftlichen Periodikums über die Geschichte jener Region. Deeters zeichnete nicht nur für die Endredaktion verantwortlich, sondern verfasste auch selbst zahlreiche wissenschaftliche Aufsätze. Außerdem war er maßgeblich an der zwölfbändigen Reihe „Ostfriesland im Schutze des Deiches“ beteiligt – zum einen auf redaktionellem Gebiet, zum anderen als Co-Autor von zwei Bänden über die Geschichte Emdens. Darüber hinaus verfasste er eine „Kleine Geschichte Ostfrieslands“ und zahlreiche Einträge im (inzwischen vierbändigen) „Biografischen Lexikon für Ostfriesland“. Für seine Verdienste um die Landeskunde hatte die Ostfriesische Landschaft Deeters bereits 1989 das „Indigenat“ verliehen, eine Art ostfriesische Ehrenbürgerschaft für nicht in der Region Geborene. Walter Deeters verstarb 2004 in Aurich. Das Grab von Walter Deeters befindet sich auf dem Friedhof Aurich-Stadt.

## Schriften (Auswahl in chronologischer Reihenfolge)
- Über das Repertorium Germanicum als Geschichtsquelle. Versuch einer methodischen Anleitung. In: Blätter für deutsche Landesgeschichte, Bd. 105 (1969), S. 27–43.
- mit Ernst Siebert und Bernard Schröer: Geschichte der Stadt Emden von 1750 bis zur Gegenwart (Band VII der Reihe „Ostfriesland im Schutze des Deiches“, herausgegeben von der Deichacht Krummhörn, Pewsum), Verlag Rautenberg, Leer 1980, ohne ISBN.
- mit Joseph Friedrich Abert (Bearb.): Repertorium Germanicum, Band 6: Nikolaus V. 1447–1455, Tübingen 1985.
- Kleine Geschichte Ostfrieslands. 2. durchges. Auflage, Verlag Schuster, Leer 1992, ISBN 3-7963-0229-7.
- mit Klaus Brandt, Hajo van Lengen und Heinrich Schmidt: Geschichte der Stadt Emden von den Anfängen bis 1611 (Band X der Reihe „Ostfriesland im Schutze des Deiches“, herausgegeben von der Deichacht Krummhörn, Pewsum), Verlag Rautenberg, Leer 1994, ohne ISBN.
- Kleinstaat und Provinz. Allgemeine Geschichte der Neuzeit, in Karl-Ernst Behre/Hajo van Lengen (Hrsg.): Ostfriesland. Geschichte und Gestalt einer Kulturlandschaft. Ostfriesische Landschaftliche Verlags- und Vertriebsgesellschaft, Aurich 1995, ISBN 3-925365-85-0, S. 135–185.
- Übersicht über die Bestände des Niedersächsischen Staatsarchivs in Aurich, Veröffentlichungen der Niedersächsischen Archivverwaltung, Band 53, Göttingen 1999.